# Carex hageri
Carex hageri là một loài thực vật có hoa trong họ Cói. Loài này được E.Baumann mô tả khoa học đầu tiên năm 1920.